# 1510
1510 (MDX) je bilo navadno leto, ki se je po julijanskem koledarju začelo na torek.

## Dogodki
- Portugalci zavzamejo indijsko Goo

## Rojstva
Neznan datum
- John Knox, škotski reformator in kalvinistični teolog († 1572)
- Safa Geraj, kan Kazanskega kanata († 1549)

## Smrti
- 12. marec - Mihnea I., vlaški knez (* 1462)